# Tetratheca filiformis
Tetratheca filiformis är en tvåhjärtbladig växtart som beskrevs av George Bentham. Tetratheca filiformis ingår i släktet Tetratheca och familjen Elaeocarpaceae. Inga underarter finns listade i Catalogue of Life.